# Real Zaragoza 1962-1963
Questa voce raccoglie le informazioni riguardanti il Real Saragozza nelle competizioni ufficiali della stagione 1962-1963

## Rosa
| N. |                    | Ruolo | Calciatore            |
| -- | ------------------ | ----- | --------------------- |
| 1  | Spagna (bandiera)  | P     | Enrique Yarza         |
| 2  | Spagna (bandiera)  | D     | Francisco Santamaría  |
| 3  | Spagna (bandiera)  | D     | Juan Zubiaurre        |
| 4  | Spagna (bandiera)  | D     | Severino Reija        |
| 5  | Spagna (bandiera)  | D     | Pepín                 |
| 6  | Spagna (bandiera)  | C     | Santiago Isasi        |
| 7  | Spagna (bandiera)  | C     | Juan Manuel Villa     |
| 8  | Spagna (bandiera)  | A     | Carlos Lapetra        |
| 9  | Spagna (bandiera)  | A     | Marcelino Martínez    |
| 10 | Spagna (bandiera)  | A     | Miguel González Pérez |
| 11 | Brasile (bandiera) | A     | Duca                  |

| N. |                   | Ruolo | Calciatore                |
| -- | ----------------- | ----- | ------------------------- |
| 12 | Spagna (bandiera) | P     | Vicente Cardoso           |
| 13 | Perù (bandiera)   | A     | Sigi                      |
| 14 | Spagna (bandiera) | D     | Joaquín Cortizo           |
| 15 | Spagna (bandiera) | A     | Joaquín Murillo           |
| 16 | Spagna (bandiera) | D     | Antonio González Sanromán |
| 17 | Spagna (bandiera) | P     | Juan Visa                 |
| 18 | Perù (bandiera)   | A     | Juan Seminario            |
| 19 | Spagna (bandiera) | C     | Tucho De la Torre         |
| 20 | Spagna (bandiera) | C     | Eleuterio Santos Brito    |
| 21 | Spagna (bandiera) | A     | José Luis García Sáiz     |

## Statistiche

### Statistiche dei giocatori
| Giocatore   | Campionato | Campionato | Campionato | Campionato |
| Giocatore   | Pres       | Gol        | Am         | Esp        |
| ----------- | ---------- | ---------- | ---------- | ---------- |
| Yarza       | 13         | -?         | -          | -          |
| Santamaría  | 29         | -          | -          | -          |
| Zubiaurre   | 24         | -          | -          | -          |
| Reija       | 19         | -          | -          | -          |
| Pepín       | 17         | 1          | -          | -          |
| Isasi       | 26         | -          | -          | 1          |
| Villa       | 14         | 3          | -          | -          |
| Lapetra     | 28         | -          | -          | 4          |
| Marcelino   | 27         | 8          | -          | -          |
| M. González | 22         | 6          | -          | -          |
| Duca        | 14         | 3          | -          | -          |
| Cardoso     | 12         | -          | -          | -          |
| Murillo     | 14         | 9          | -          | -          |
| Cortizo     | 17         | 2          | -          | 1          |
| Sigi        | 18         | 8          | -          | -          |
| Seminario   | 8          | 8          | -          | -          |
| A. González | 13         | -          | -          | -          |
| Visa        | 6          | -?         | -          | -          |
| De la Torre | 6          | -          | -          | -          |
| Santos      | 3          | 1          | -          | -          |
| García Sáiz | 1          | -          | -          | -          |